# Superliga de voleibol 2023-24
La Superliga Masculina de Voleibol de España 2023-24 (también conocida como SVM o Superliga) es la 60ª edición de la máxima categoría del voleibol español. Esta edición de la Superliga Masculina de Voleibol consta de dos fases: la liga regular y los Play Offs por el título. El torneo lo organiza la Real Federación Española de Voleibol (RFEVb) contando con un total de 12 equipos que lo disputan.

## Sistema de competición
Consta de un grupo único integrado por doce clubes de toda la geografía española. Primero, siguiendo un sistema de liga regular, los doce equipos se enfrentan todos contra todos en dos ocasiones, una en campo propio y otra en campo contrario, sumando un total de 22 jornadas. El orden de los encuentros se decide por sorteo antes de empezar la competición. La clasificación final se establece teniendo en cuenta los puntos obtenidos en cada enfrentamiento, a razón de tres por partido ganado con un resultado de 3-1 o 3-0, dos por partido ganado por 3-2, uno por partido perdido por 2-3 y ninguno en caso de perder por 1-3 o 0-3.
Los primeros ocho clasificados juegan un playoff por el título y los dos últimos clasificados descienden a Superliga 2.
Clasificación para la Copa de S.M. El Rey
La RFEVB da la posibilidad de clasificarse para la Copa del Rey de Voleibol a los equipos que ocupan las 7 primeras plazas de la clasificación al finalizar la primera vuelta (13 partidos) y al equipo organizador, o en el caso de que no haya a los 8 primeros en la primera vuelta, de participar en la Copa del Rey de Voleibol 2023.
Clasificación para competiciones continentales
La CEV otorga a la Superliga española 2 plazas de clasificación para competiciones continentales, que se distribuyen de la siguiente forma:
- El campeón de los Play Offs y por lo tanto de la Superliga acceden a disputar la tercera ronda de clasificación a CEV Champions League. En caso de perder, jugaría los sesenta y cuatroavos de final de la CEV Cup.
- El subcampeón de la Superliga accede a disputar los treintaidosavos de final de la Challenge Cup.

## Equipos participantes

### Equipos por comunidad autónoma
| N.° | Comunidad autónoma         | Equipos                                                                  |
| --- | -------------------------- | ------------------------------------------------------------------------ |
| 3   | Islas Canarias             | Club Voleibol Guaguas, Cisneros Alter Tenerife y Club Voleibol San Roque |
| 2   | Islas Baleares             | Club Voleibol Palma y C.V. Manacor                                       |
| 2   | Comunidad Valenciana       | Léleman Conqueridor Valencia y Santo Domingo Voleibol Pertrer            |
| 1   | Galicia                    | Arenal Emevé                                                             |
| 1   | Aragón                     | Club Voleibol Teruel                                                     |
| 1   | Castilla y León            | C.D. Voleibol Río Duero Soria                                            |
| 1   | Andalucía                  | Club Voleibol Almería                                                    |
| 1   | Ciudad Autónoma de Melilla | C.V. Melilla                                                             |

### Ascensos y descensos
Un total de 12 equipos disputan la Superliga: los 10 clasificados de la Superliga masculina de voleibol de España 2020-21 y los finalistas de la Superliga 2 Masculina de Voleibol de España 2020-21.
| Pos. | Descendidos de Superliga |
| ---- | ------------------------ |
| 7.º  | Barça V.                 |
| 11.º | Textil Santanderina      |
| 12.º | Rotogal Boiro V.         |

| Pos.  | Ascendidos de Superliga 2 |
| ----- | ------------------------- |
| 1.º A | Cisneros Alter VB         |
| 1.º B | Club Vigo Voleibol        |
| 3.º C | CV San Roque              |

### Información de los equipos
| Equipo                         | Nombre en competición        | Sede                       | Comunidad autónoma   | Entrenador               | Pabellón                                | Capacidad | Proveedor  |
| ------------------------------ | ---------------------------- | -------------------------- | -------------------- | ------------------------ | --------------------------------------- | --------- | ---------- |
| C.V. Melilla                   | Melilla Sport Capital        | Melilla                    | Melilla              | Salim Abdelkader         | Pabellón Javier Imbroda                 | 2.900     | Rasán      |
| Club Voleibol Palma            | Fenie Energía Voley Palma    | Palma de Mallorca          | Islas Baleares       | Abel Bernal              | Palacio Municipal de Deportes Son Moix  | 5.076     | Hummel     |
| Club Voleibol Teruel           | Pamesa Teruel Voleibol       | Teruel                     | Aragón               | Máximo Torcello          | Pabellón Municipal Los Planos           | 4.000     | Mercury    |
| Club Voleibol Emevé            | Arenal Emevé                 | Lugo                       | Galicia              | José Valle               | Pabellón Municipal de Lugo              | 2.500     | Hummel     |
| Club Polideportivo Conqueridor | Léleman Conqueridor Valencia | Valencia                   | Comunidad Valenciana | Fabio Muraco             | Polideportivo UPV                       | 300       | Luanvi     |
| C.D. Voleibol Río Duero Soria  | Río Duero Soria              | Soria                      | Castilla y León      | Luís Alberto Toribio     | Pabellón Polideportivo de Los Pajaritos | 1.200     | Sport Tech |
| C.V. Manacor                   | Conectabalear CV Manacor     | Manacor                    | Islas Baleares       | Luis Enrique Molada Miró | Na Capellera                            | 900       | Hummel     |
| Club Voleibol Almería          | Unicaja Costa de Almería     | Almería                    | Andalucía            | Manuel Berenguel         | Pabellón Moisés Ruiz                    | 2.000     | Joma       |
| Club Voleibol Guaguas          | CV Guaguas                   | Las Palmas de Gran Canaria | Canarias             | Raúl Rocha Vinagre       | Centro Insular de Deportes              | 5.200     | Luanvi     |
| Santo Domingo Voleibol Pertrer | Volei Villena Pertrer        | Petrel                     | Comunidad Valenciana | Tino Callado Jover       | Pabellón “Gedeón e Isaias Guardiola”    | 1.000     |            |
| Club Voleibol San Roque        | CV San Roque                 | Las Palmas de Gran Canaria | Canarias             | Alberto Rodríguez Guerra | Polideportivo Municipal El Batán        | ¿?        |            |
| Cisneros Alter Tenerife        | Cisneros Alter Tenerife      | Santa Cruz de Tenerife     | Canarias             | Matías Guidolín          | Pabellón Pablos Abril                   | 1.000     |            |

## Clasificación

### Liga regular
|                                                                                                  | Equipo                       | Puntos | J | G3 | G2 | P1 | P0 | SF | SC | PF | PC |
| ------------------------------------------------------------------------------------------------ | ---------------------------- | ------ | - | -- | -- | -- | -- | -- | -- | -- | -- |
| 1                                                                                                | C. V. Guaguas                |        |   |    |    |    |    |    |    |    |    |
| 2                                                                                                | Pamesa Teruel V.             |        |   |    |    |    |    |    |    |    |    |
| 3                                                                                                | Río Duero Soria              |        |   |    |    |    |    |    |    |    |    |
| 4                                                                                                | Melilla Sport Capital        |        |   |    |    |    |    |    |    |    |    |
| 5                                                                                                | Leleman Conqueridor Valencia |        |   |    |    |    |    |    |    |    |    |
| 6                                                                                                | C. V. Almería                |        |   |    |    |    |    |    |    |    |    |
| 7                                                                                                | Cisneros Alter Tenerife      |        |   |    |    |    |    |    |    |    |    |
| 8                                                                                                | Club Voleibol San Roque      |        |   |    |    |    |    |    |    |    |    |
| 9                                                                                                | Conectabalear C. V. Manacor  |        |   |    |    |    |    |    |    |    |    |
| 10                                                                                               | Arenal Emevé                 |        |   |    |    |    |    |    |    |    |    |
| 11                                                                                               | C. V. Palma                  |        |   |    |    |    |    |    |    |    |    |
| 12                                                                                               | C. V. Pertrer                |        |   |    |    |    |    |    |    |    |    |
| Fuente: Federación Española de Voleibol: Clasificación de la Superliga; actualización automática |                              |        |   |    |    |    |    |    |    |    |    |

### Playoff
|  | Cuartos de final | Cuartos de final | Cuartos de final | Cuartos de final | Cuartos de final |  |  | Semifinal | Semifinal | Semifinal | Semifinal | Semifinal |  |  | Final | Final | Final | Final | Final |  |
|  |                  |                  |                  |                  |                  |  |  |           |           |           |           |           |  |  |       |       |       |       |       |  |
|  |                  |                  |                  |                  |                  |  |  |           |           |           |           |           |  |  |       |       |       |       |       |  |
|  |                  |                  |                  |                  |                  |  |  |           |           |           |           |           |  |  |       |       |       |       |       |  |
|  |                  |                  |                  |                  |                  |  |  |           |           |           |           |           |  |  |       |       |       |       |       |  |
|  |                  |                  |                  |                  |                  |  |  |           |           |           |           |           |  |  |       |       |       |       |       |  |
|  |                  |                  |                  |                  |                  |  |  |           |           |           |           |           |  |  |       |       |       |       |       |  |
|  |                  |                  |                  |                  |                  |  |  |           |           |           |           |           |  |  |       |       |       |       |       |  |
|  |                  |                  |                  |                  |                  |  |  |           |           |           |           |           |  |  |       |       |       |       |       |  |
|  |                  |                  |                  |                  |                  |  |  |           |           |           |           |           |  |  |       |       |       |       |       |  |
|  |                  |                  |                  |                  |                  |  |  |           |           |           |           |           |  |  |       |       |       |       |       |  |
|  |                  |                  |                  |                  |                  |  |  |           |           |           |           |           |  |  |       |       |       |       |       |  |
|  |                  |                  |                  |                  |                  |  |  |           |           |           |           |           |  |  |       |       |       |       |       |  |
|  |                  |                  |                  |                  |                  |  |  |           |           |           |           |           |  |  |       |       |       |       |       |  |
|  |                  |                  |                  |                  |                  |  |  |           |           |           |           |           |  |  |       |       |       |       |       |  |
|  |                  |                  |                  |                  |                  |  |  |           |           |           |           |           |  |  |       |       |       |       |       |  |
|  |                  |                  |                  |                  |                  |  |  |           |           |           |           |           |  |  |       |       |       |       |       |  |
|  |                  |                  |                  |                  |                  |  |  |           |           |           |           |           |  |  |       |       |       |       |       |  |
|  |                  |                  |                  |                  |                  |  |  |           |           |           |           |           |  |  |       |       |       |       |       |  |
|  |                  |                  |                  |                  |                  |  |  |           |           |           |           |           |  |  |       |       |       |       |       |  |
|  |                  |                  |                  |                  |                  |  |  |           |           |           |           |           |  |  |       |       |       |       |       |  |
|  |                  |                  |                  |                  |                  |  |  |           |           |           |           |           |  |  |       |       |       |       |       |  |
|  |                  |                  |                  |                  |                  |  |  |           |           |           |           |           |  |  |       |       |       |       |       |  |
|  |                  |                  |                  |                  |                  |  |  |           |           |           |           |           |  |  |       |       |       |       |       |  |
|  |                  |                  |                  |                  |                  |  |  |           |           |           |           |           |  |  |       |       |       |       |       |  |
|  |                  |                  |                  |                  |                  |  |  |           |           |           |           |           |  |  |       |       |       |       |       |  |